# Henri Gabriel Pétau-Grandcourt
Henri-Gabriel Pétau-Grandcourt est un homme politique français né le 6 septembre 1810 à Orléans (Loiret), où il est mort le 30 avril 1881,.
Il occupe des fonctions de députés et conseiller général.

## Biographie
Henri Gabriel Pétau-Grandcourt nait sous le Premier Empire le 6 septembre 1810 à Orléans dans le département du Loiret.
Il exerce la profession de notaire à Orléans de 1837 à 1852.
Il est élu conseiller municipal d'Orléans en 1848 puis conseiller général du canton de Patay en 1858.
Opposant au Second Empire, il est battu aux élections législatives de 1863.
Au début de la IIIe République, il est élu député le 8 février 1871 en tant que représentant du département du Loiret dans l'Assemblée nationale de 1871. Inscrit à la réunion Feray, il siège au centre-droit.
Le 8 octobre 1871, il est réélu conseiller général du canton de Patay.
Le 30 janvier 1876, il est battu aux élections sénatoriales.
Il meurt à Orléans le 30 avril 1881 à l'âge de 70 ans.